# Alexandre Bodart Pinto
Pour les articles homonymes, voir Bodart et Pinto.
 (septembre 2021).
La mise en forme du texte ne suit pas les recommandations de Wikipédia : il faut le « wikifier ».
Les points d'amélioration suivants sont les cas les plus fréquents :
- Les titres sont pré-formatés par le logiciel. Ils ne sont ni en capitales, ni en gras.
- Le texte ne doit pas être écrit en capitales (les noms de famille non plus), ni en gras, ni en italique, ni en « petit »…
- Le gras n'est utilisé que pour surligner le titre de l'article dans l'introduction, une seule fois.
- L'italique est rarement utilisé : mots en langue étrangère, titres d'œuvres, noms de bateaux, etc.
- Les citations ne sont pas en italique mais en corps de texte normal. Elles sont entourées par des guillemets français : « et ».
- Les listes à puces sont à éviter, des paragraphes rédigés étant largement préférés. Les tableaux sont à réserver à la présentation de données structurées (résultats, etc.).
- Les appels de note de bas de page (petits chiffres en exposant, introduits par l'outil «  Source ») sont à placer entre la fin de phrase et le point final[comme ça].
- Les liens internes (vers d'autres articles de Wikipédia) sont à choisir avec parcimonie. Créez des liens vers des articles approfondissant le sujet. Les termes génériques sans rapport avec le sujet sont à éviter, ainsi que les répétitions de liens vers un même terme.
- Les liens externes sont à placer uniquement dans une section « Liens externes », à la fin de l'article. Ces liens sont à choisir avec parcimonie suivant les règles définies. Si un lien sert de source à l'article, son insertion dans le texte est à faire par les notes de bas de page.
- La présentation des références doit suivre les conventions bibliographiques. Il est recommandé d'utiliser les modèles {{Ouvrage}}, {{Chapitre}}, {{Article}}, {{Lien web}} et/ou {{Bibliographie}}. Le mode d'édition visuel peut mettre en forme automatiquement les références.
- Insérer une infobox (cadre d'informations à droite) n'est pas obligatoire pour parachever la mise en page.

Pour une aide détaillée, merci de consulter Aide:Wikification.
Si vous pensez que ces points ont été résolus, vous pouvez retirer ce bandeau et améliorer la mise en forme d'un autre article.
Alexandre Bodart Pinto, né le 13 décembre 1982 à Cascais, est un entrepreneur,écrivain[pas clair], philanthrope et personnage public belgo-portugais. Investi depuis ses dix-huit ans dans différentes aventures entrepreneuriales, il se fera particulièrement connaître pour l’organisation de soirées de prestige attirant des personnalités du showbusiness, particulièrement au Festival du Film de Cannes.
Parallèlement à ses activités, Alexandre défend la cause du handicap et des personnes à mobilité réduite[Quoi ?]. Il est particulièrement investi dans la promotion de la mobilité des personnes en situation de handicap, par le biais notamment de son association Wheeling Around the World.

## Les débuts
Etudiant en marketing et économie à l’EPHEC Bruxelles de 2001 à 2004, il commence à organiser des évènements dès sa première année d’études. À l’issue de son parcours académique, il ouvre sa boîte de nuit “Villa Loca Night Club” à Bruxelles.

## Vip Belgium
Après avoir remis sa boîte de nuit, Alexandre crée VIP Belgium en 2008. La société est active dans la promotion et organisation d’événements privés, galas et soirées de charité. Lancée dans l’optique de représenter la Belgique à l’étranger via des événements de prestige,, elle se détachera au fil des années de son image belge pour laisser place à des événements internationaux,.
Parmi les célébrités présentes à ses soirées, Jean-Claude Van Damme, Paris Hilton, Tonya Kinzinger, Typh Barrow et Taïg Khris.
VIP Belgium organisera des événements au Festival de Cannes pendant onze années consécutives, jusqu’en 2019, année à laquelle Alexandre remet la compagnie.
À partir de la naissance de l’association Wheeling Around the World en 2013, les événements organisés au Festival se feront au profit de l’association afin de sensibiliser aux problèmes de mobilité des personnes en situation de handicap.

## Engagement associatif
Alexandre Bodart Pinto lance Wheeling Around the World au début de l’année 2013. L’association se donne pour objectif global d’améliorer et de faciliter les déplacements des personnes à mobilité réduite.
Alexandre Bodart Pinto étant lui même en situation de handicap moteur, l’association ancre ses convictions sur base d’une observation : pour les personnes en situation de handicap physique, voyager dans un endroit inconnu reste souvent une source d’anxiété. Dans une interview de 2013 sur RTL TVI, Alexandre se dit chanceux d’avoir beaucoup voyagé malgré son handicap. Il est par ailleurs convaincu que quitter ses repères est indispensable à l’évasion. Par la création de son association, il souhaite ainsi aider les personnes en situation de handicap moteur à retrouver confiance et à oser voyager.
L’association prend notamment part à des challenges extrêmes afin de marquer les consciences. Invité sur France 2 à l’émission de clotûre de “Toute une histoire” en 2016, Alexandre annonce son ascension du Mont-Blanc avec d’autres personnes paraplégiques, accompagnés de 15 assistants pendant 3 jours.
Bodart Pinto décide de conduire une mission de bénévolat en 2014 à la Maison Chance, un centre d’accueil pour orphelins et adultes en situation de handicap à Ho Chi Minh au Vietnam. Investi sur place pour une période de cinq mois, Alexandre met ses compétences en marketing au service du projet. Il se retrouve coordinateur d’un projet de soutien aux personnes en situation de handicap et participe à l’aménagement de sept chambres d’hôtes adaptées aux personnes en chaise roulante au sein du centre,.

## Livre- Ma vie à 200 à l'heure
L’autobiographie d’Alexandre Bodart Pinto sort le 3 octobre 2015. Ce jour-là marque son “fifty-fifty”, le 16e anniversaire de son accident survenu lorsqu’il avait 16 ans. Les éditeurs décrivent son ouvrage comme le récit d’une chute et d’une renaissance tandis que le journal M6 résume le livre comme l’histoire de sa “reconstruction, les erreurs de parcours et son engagement d’aujourd’hui”.
Invité à l’émission radio RTL “On est fait pour s’entendre” animée par Flavie Flament, Alexandre revient sur son accident, la difficulté à accepter sa tétraplégie et comment il est parvenu à devenir un entrepreneur. Flavie décrit la biographie d’Alexandre comme “une histoire de dingue”.

## Vie personnelle
Né d’un père portugais, il grandit à Bruxelles éduqué par sa mère et son beau-père.
Sa vie prend un tournant en 1999 lorsque, adolescent passionné de sensations fortes, il emprunte la moto de son beau-père en essayant d’atteindre les 200 km/h devant un ami. Il heurte un mur et devient tétraplégique. Après une période de deux semaines de coma et dix-huit mois passés en rééducation, il recouvre partiellement l’usage du haut de son corps mais ses jambes restent paralysées.
Il est passionné de voyages. Il raconte dans plusieurs interviews que son accident lui a donné la volonté de vivre pleinement. Dans une interview avec Fanny Jandrain sur RTL TVI il dira “je ne marche pas, certes. Mais ça ne m’a jamais empêché d’aller quelque part”. Parmi les endroits explorés, Alexandre s’est rendu dans de nombreux pays d’Europe, aux USA et en Asie mais aussi dans certains pays du continent africain peu accessibles, comme la Vallée des Rois en Egypte.